# رينه (إيران)
رينه (بالفارسية: رینه) هي مدينة تقع في إيران في مازندران. يقدر عدد سكانها بـ 860 نسمة .